# Seven League Beats
Seven League Beats (7LB of SLB)  is een Nederlands producersduo afkomstig uit Zwolle. 7LB is onderdeel van de Fakkelteitgroep en produceert voornamelijk dubstep, hiphop en drum and bass.

## Biografie
Seven League Beats werd in 2009 gevormd door Rob Peters en Dries Bijlsma. Peters kwam uit de drum and bass-hoek, terwijl Bijlsma gitaar speelde en de producer was van Typhoon. Zij begonnen, aanvankelijk onder de naam Cavemen, dubstep te produceren toen dat genre internationaal aan populariteit won. 7LB sloot zich aan bij de Fakkelteitgroep en raakte bekend om zijn hiphopproducties, experimentele werk en energieke liveset. Seven League Beats is eens omschreven als "paranoïde SF-productie" met "overrompelende, door dubstep en grime beïnvloede beats die klinken als het heelal tijdens spitsuur." Het duo produceerde verscheidene videoclips waaronder Blizzurd (2011, opgenomen in Hedon) in samenwerking met Phreako Rico en System Overload (2012) in samenwerking met Typhoon.
In 2012-2013 nam 7LB deel aan de gelegenheidsformatie Das Pri-V om samen te ageren tegen verstrengde internetwetgeving die in de ogen van de groep artiesten een ernstige inbreuk vormt op de online privacy. Hieruit kwam de videoclip Slik Mijn Cookie Bitch! (2012) voort, waarvoor Seven League Beats de muziek leverde.
7LB ging in 2013 op toer voor de release van de EP ONDERBUIKBASBOXBANGERS, die goed ontvangen werd (beste album van februari 2013 volgens State Magazine), en hield ook een optreden op Bevrijdingsfestival Overijssel. Op 10 juli 2013 bracht Seven League Beats zijn vierde videoclip uit, Mars, van de nieuwe EP.
Op 16 februari 2014 volgde in Hedon de release van Découpage, een EP die als meer 'sferisch', 'laidback' en 'relaxed' wordt omschreven, als 'gedurfd' en 'verrassend' ten opzichte van de vorige EP wordt beschouwd en eveneens een positief oordeel kreeg. Kort voor de release had Philip "Pivo" van Vorstenbosch zich als vaste MC bij het duo aangesloten. Op 17 augustus speelden Typhoon en André Manuel samen met Seven League Beats en anderen op Lowlands. Typhoon's formatie (met Bijlsma als medezanger en gitarist en Peters als dj) werd de huisband tijdens het tiende seizoen van het VARA-programma De Wereld Draait Door, dat begon op 1 september 2014.

## Discografie
- Fakkelteitgroep vol. 1 (2009) v.a.
- Fakkelteitgroep vol. 2 (2010) v.a.
- Fakkelteitgroep vol. 3 (2011) v.a.
- Seven League Beats - Klapvoet Beattape (FTG) (2011)
- Rob Peters - Minutebeats Vol. 1 (FTG) (2011)
- Various Artists - Villa Fiasco - The act of sampling (2011) v.a.
- Rob Peters - Minutebeats Vol. 1 Remixes (FTG) (2012)
- Fakkelteitgroep vol. 4 (2012) v.a.
- ONDERBUIKBASBOXBANGERS (2013)
- Découpage (2014)